# 哥伦比亚奥林匹克委员会
哥伦比亚奥林匹克委员会（西班牙語：Comité Olímpico Colombiano，IOC编码：COL）是代表哥伦比亚的国家奥林匹克委员会。哥伦比亚奥林匹克委员会成立于1936年，并于1948年获得国际奥林匹克委员会的认可。该组织也是泛美体育组织的成员。

## 外部连结
- 官方网站 （西班牙文）